# Guerra de Successió Bretona
La Guerra de Successió Bretona (1341-1364) fou un conflicte bèl·lic a Bretanya, inscrit dins de la Guerra dels Cent Anys, en la que a la mort sense fills barons de Joan III de Bretanya es va decidir la successió del Ducat de Bretanya, disputada entre els partidaris dels dos candidats a la successió, les famílies Monfort i Blois; per una banda, Joan de Montfort, germanastre del duc difunt, i aliat d'Eduard III d'Anglaterra, i per l'altre Joana de Penthièvre, neboda del difunt i aliada de Felip IV de França. El 1342 els anglesos ocuparen com a penyora el port de Brest, i poc després Joana de Flandes, esposa de Joan de Monfort, vencé a Hennebont a Carles de Blois, marit de Joana.
El conflicte va entrar en la dinàmica pròpia de la Guerra dels Cent Anys, i encara que Joan de Montfort ja fou reconegut el 1343 com a duc de Bretanya, la guerra es perllongaria fins que el seu fill, Joan V l'Anglòfil, vencés definitivament a la batalla d'Auray el 1364 amb ajut dels mercenaris de Bertrand du Guesclin. Aleshores, pel Tractat de Guérande o de Gwenrann (1365), fou reconegut com a duc de Bretanya pels francesos a canvi de rendir homenatge al rei francès.

## Antecedents

França el 1330

La Bretanya estava governada des de 1213 per la casa de Dreux, que tenia una relació històrica amb Anglaterra perquè eren al mateix temps comtes de Richmond al Yorkshire des de 1067.
Artur II de Bretanya, casat amb Maria de Llemotges va tenir tres fills. El major, Joan III de Bretanya, havia d'heretar el ducat mentre que el segon, Guiu, el comtat de Penthièvre. Artur va tornar a casar-se, aquest cop amb Iolanda o Violant de Dreux, comtessa de Montfort i vídua del rei Alexandre III d'Escòcia. Amb ella va tenir dos fills, un d'ells també anomenat Joan, que va heretar de la seva mare el comtat de Montfort.
El duc Joan III no apreciava als seus germanastres, i va passar els primers anys del seu ducat tractant d'aconseguir l'anul·lació del segon matrimoni del seu pare i declarar-los bastards. En no aconseguir-ho, va intentar per tots els mitjans impedir que el jove Joan III de Monfort tingués cap possibilitat d'heretar el seu ducat. Per a això havia de designar un altre hereu, el que significava un gran problema, ja que Joan III no tenia fills. En conseqüència, va triar hereva a la seva neboda Joana de Dreux (més coneguda com a Joana de Penthièvre), filla del seu germà petit Guiu de Penthièvre. Joana es va casar el 1337 amb Carles de Blois, un poderós noble francès i parent de Felip VI de França, que passava d'aquesta manera a tenir drets feudals sobre el ducat.
El 1340, però, Joan III de Bretanya es va reconciliar amb el seu mig germà Joan II de Monfort i va subscriure un testament nomenant-lo hereu del ducat de Bretanya. Aquest és l'origen de la Guerra de Successió Bretona: el ducat tenia ara dos hereus amb similars drets legals i interessos contraposats. En el seu llit de mort el 30 d'abril de 1341, Joan III va ser requerit perquè es pronunciés sobre la successió del ducat, al que el malalt va respondre que no se'l molestés amb aquestes coses. En aquest estat de coses, la guerra ja era inevitable.

## Inici de les hostilitats

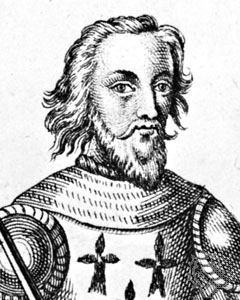
Carles de Blois, un dels aspirants al ducat de Bretanya.

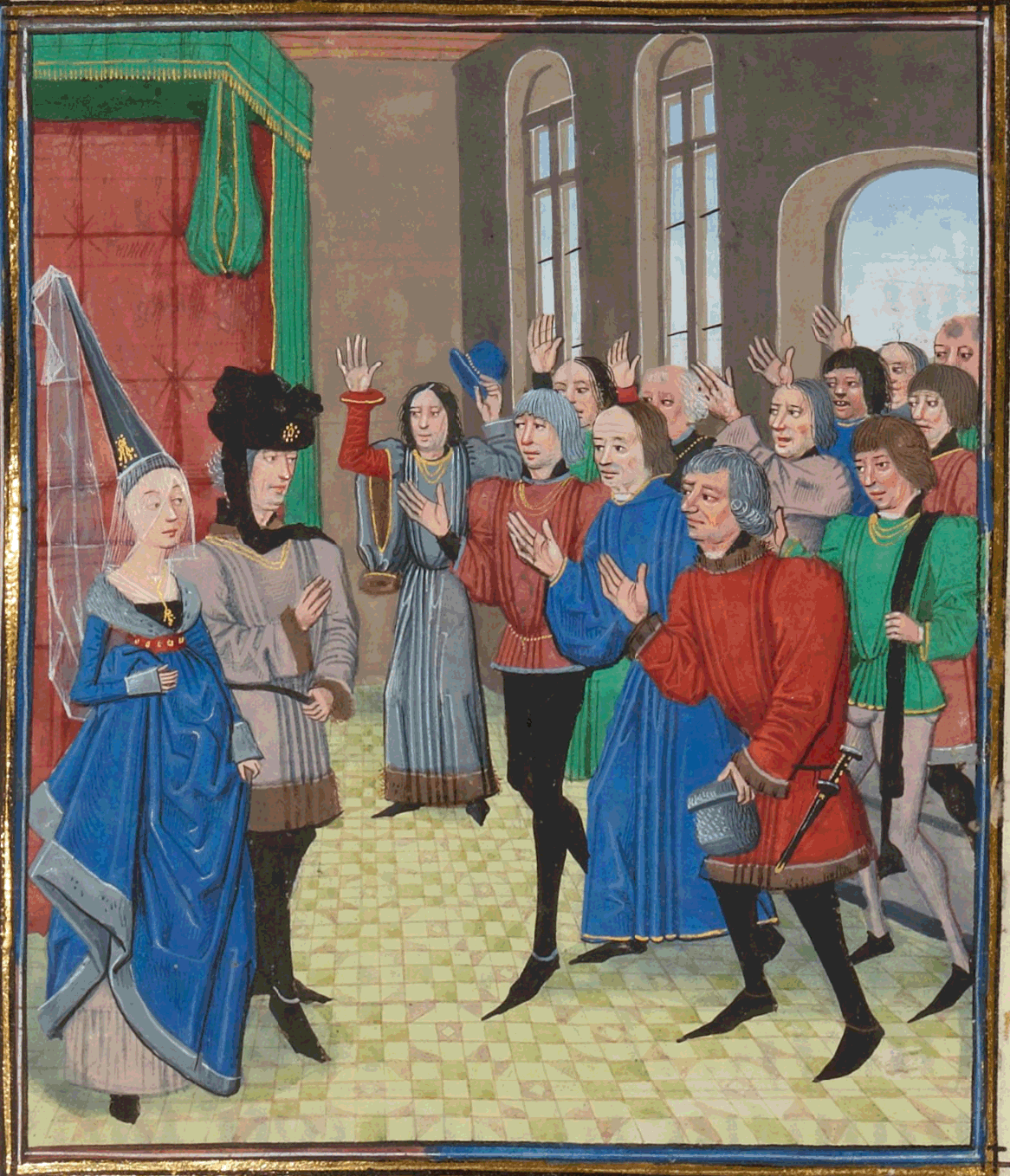
Nantes rendeix vassallatge a Juan de Montfort

Joan II de Montfort, comprenent que el seu futur depenia de la seva velocitat, a la mort del seu germà va afanyar-se a fer-se amo del ducat abans que l'altre bàndol pogués reaccionar. Va capturar dirigir-se a Nantes, la capital bretona, on va cridar als nobles per atendre la seva investidura i de seguida va posar setge a la tresoreria ducal a Llemotges. Un cop assegurada, va tornar a Nantes on va veure que només Hervé VII de Léon li feia costat, doncs la noblesa francesa recolzava en la seva majoria les pretensions de Carles de Blois.
Joan de Montfort va anar visitant les fortaleses amb el seu aliat Hervé VII de Léon i l'exèrcit reclutat amb els fons de Llemotges van servir per assegurar diferents fortaleses i viles del ducat, i a mitjans d'agost de 1341, les forces de Montfort controlaven les tres grans ciutats de Bretanya, Nantes, Rennes i Vannes, però no era reconegut per Felip VI de França.

## La Guerra dels Cent Anys
El 1337 havia esclatat entre el Regne d'Anglaterra i Regne de França la Guerra dels Cent Anys, però en començar la guerra de Bretanya, els bel·ligerants internacionals havien acordat la treva d'Espléchin. Joan de Montfort es va entrevistar el juny de 1342 amb agents anglesos, en virtut dels seus dominis al Yorkshire demanant ajuda per evitar un atac de l'exèrcit francès, i els espies de la seva pròpia cort van avisar immediatament del fet a Felip VI de França. El monarca va decidir llavors donar suport obert a Carles de Blois i això va obligar a Joan a donar suport a les aspiracions d'Eduard III d'Anglaterra al tron francès.

## Llarga treva

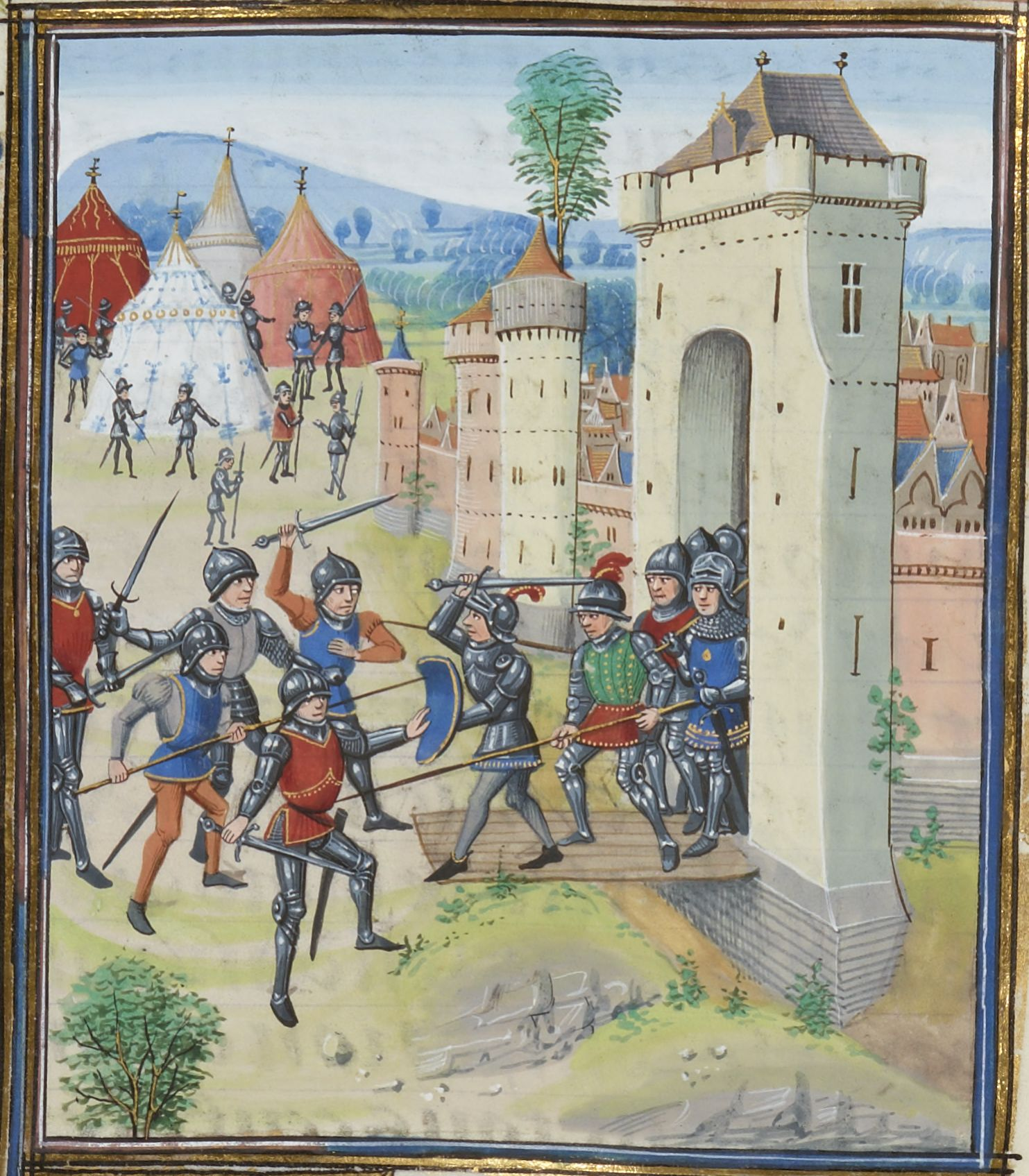
Setge de Hennebont per Carles de Blois

Les condicions de l'armistici en curs impedien a Eduard III d'Anglaterra emprendre accions militars a França, però Felip VI de França estava lliure d'intentar recuperar els territoris perduts, i va enviar un exèrcit a Nantes, que Joan II de Montfort va haver de lliurar als francesos el novembre de 1342, i se li va oferir un salconduit per negociar la pau amb Carles de Blois, però davant el fracàs de les converses va ser capturat i empresonat, i la responsabilitat de la guerra va caure llavors en mans de la seva esposa Joana de Flandes, que aviat es va adonar que les seves possessions a la part oriental de Bretanya estaven condemnades, i va establir el seu quarter general a Hennebont, molt a l'oest.
Felip temia que la fi de la treva permetés a Eduard desembarcar a Calais, i va posar totes les forces franceses en retirada perquè si s'arribava a aquest cas i no havia retirat les tropes, la derrota seria segura. Carles de Blois es va quedar sol per reclamar militarment el seu dret al ducat, sense el suport de París.

## La guerra s'internacionalitza
Carles de Blois va aconseguir recuperar Rennes i Vannes pels seus propis mitjans, derrotant els capitans lleials a Joan de Montfort, però Joana de Flandes va poder resistir a Hennebont gràcies als reforços que va enviar Eduard III d'Anglaterra, comandats per Walter Manny, i va començar a recuperar viles i castells, i a finals de novembre, una segona força anglesa, encapçalada pel mateix Eduard i comandada per William de Bohun va desembarcar a Brest i va començar a avançar cap a Vannes, posant-hi setge.
Felip VI de França havia d'actuar ràpidament: la presència d'un nombrós i expert exèrcit anglès a Bretanya posava en risc no només al ducat de Blois, sinó també a la seva pròpia corona, i va reunir d'urgència a un poderós exèrcit, amb el qual va marxar contra Eduard. La nova paritat de forces va estimular a tots dos reis a establir la treva de Malestroit el 19 de gener de 1343, deixant la disputada ciutat de Vannes sota custòdia del papat, llavors amb seu a Avinyó, i Eduard va tornar a Anglaterra el 23 de gener. Joana de Flandes va experimentar una sobtada demència, i com que Juan de Montfort estava a la presó i el seu fill era tot just un nen petit, el comandament de les accions militars dels Montfort va quedar a les mans dels comandants anglesos, que van deixar una enorme guarnició a Brest de manera permanent.

## Carles denuncia la treva
La treva de Malestroit estava destinada a durar fins al 29 de setembre de 1346. El raonament dels dos contendents era que, en pau ambdues nacions, es guanyaria temps perquè el conflicte bretó es resolgués per si mateix. Però Carles de Blois no hi estava d'acord, i va decidir continuar la seva lluita en solitari fins a recuperar el seu ducat. La guerra, doncs, va continuar a nivell local independent de l'armistici, i més brutalment encara.
L'1 de setembre de 1343 els francesos van alliberar Joan II de Montfort de la seva presó parisenca. El noble va ser obligat a romandre en les seves possessions orientals mentre la guarnició anglesa de Brest es mantenia ferma. No obstant això, hi havia una gran desorganització política entre els seus seguidors. Si bé Montfort va aconseguir expulsar els llegats papals de Vannes, aviat es va veure obligat a pidolar a Londres suport econòmic i militar.
Carles de Blois, intel·ligentment, es va adonar que era imperiós tallar les vies de comunicació i subministraments dels de Montfort entre Brest i Vannes. Per això va assetjar la ciutat de Quimper a principis de març de 1344. La ciutat va ser finalment presa l'1 de maig, el que va significar la matança de 1400-2000 civils a mans de les tropes franceses. Els presoners anglesos van ser conservats amb vida per demanar rescat, però els bretons van ser portats, engrillonats, a París, on se'ls va executar per traïció. La imperiosa ofensiva francesa a Brest, Vannes, i Quimper va convèncer els seguidors de Montfort de la inutilitat de l'intent, i van abandonar el seu líder, que el març de 1345 es va veure obligat a fugir i exiliar-se a Anglaterra. Sol i abandonat, es va convertir en un titella de les ambicions angleses en Bretanya. Eduard III va trencar la treva el mateix estiu d'aquest mateix any enviant una força militar a Bretanya sota les ordres de William de Bohun, comte de Northampton i el mateix Joan de Montfort. A la primera setmana, els anglesos, al comandament d'un dels lloctinents de Northampton, sir Thomas Dagworth, va arrasar la Bretanya central i van derrotar Carles a la batalla de Cadoret, prop de Josselin.
No hi va haver més operacions fins al juliol, quan Joan va intentar recuperar Quimper. Els espies van observar que l'avanç principal d'Eduard III s'havia aturat (en realitat, el rei havia cancel·lat tota la campanya bretona) i van informar al rei francès que havia d'enviar reforços a Normandia. Amb el suport de les tropes de París, Carles va aconseguir trencar el setge i perseguir Montfort fins Hennebont, on Joan va emmalaltir (possiblement de disenteria, com passaria després als anglesos a Harfleur) i va morir el 16 de setembre. La causa dels Montfort va recaure llavors en el seu fill Joan III de Montfort, de 5 anys.

## Accions subsegüents
El comte de Northampton va dur a terme una duríssima campanya durant l'hivern, que va concloure quan Eduard III d'Anglaterra va tornar a desembarcar a l'estiu de 1346 per donar-li suport. Però els esforços anglesos no van retre fruit, ja que es van trobar amb una forta oposició per part de la població, lleial a Joana de Flandes, i Eduard només pogué capturar i establir una base al poble de La Roche-Derrien. El mateix 1346, el nou lloctinent d'Eduard, Thomas Dagworth, va derrotar a Carles de Blois en un turó a la batalla anomenada de Saint-Pol de Léon, prop de La Roche-Derrien, i el 1347 a la batalla de La Roche-Derrien, en la que Carles fou capturat.

## El Combat dels Trenta
L'anomenat Combat dels Trenta, tingué lloc entre les guarnicions enemigues de dos petits pobles concertar una lluita de cavallers (trenta contra trenta) per evitar portar la destrucció als seus respectius llogarets. La lluita es va saldar amb un empat tècnic, tot i que els francesos van reclamar la glòria de la victòria.

## La fi de la guerra

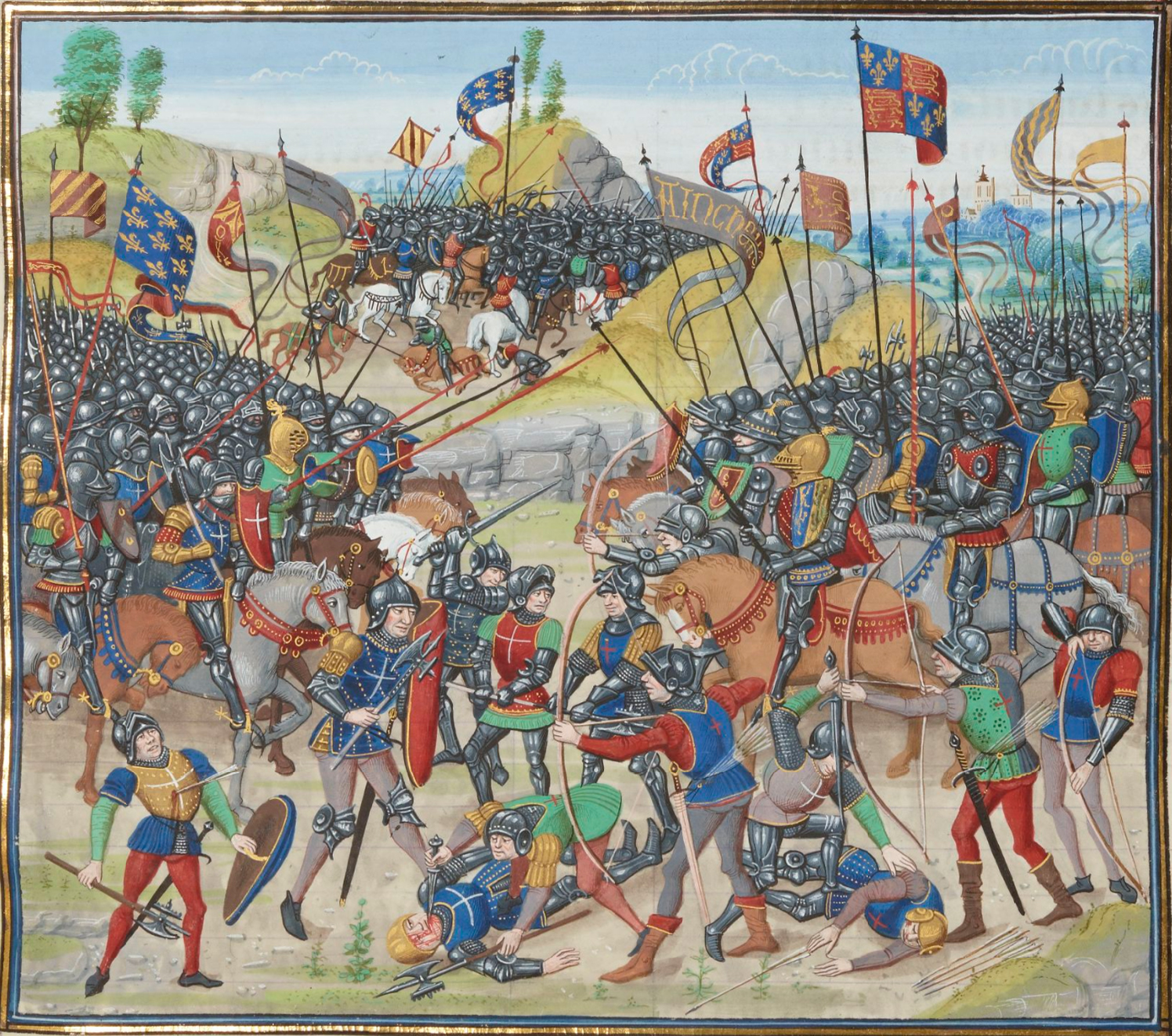
La Batalla d'Auray. Miniatura de Jean Froissart

El 29 de setembre de 1364 Bertrand du Guesclin i Carles de Blois van ser greument derrotats a la batalla d'Auray per Joan V de Bretanya i John Chandos, els quals van lluitar sota el comandament polític i militar de la mare del primer, Joana de Flandes. En aquesta batalla va morir Carles, deixant la causa de la Casa de Blois sense hereus, i les ciutats i nobles es van sotmetre's a Joan III de Montfort.

## Conseqüències

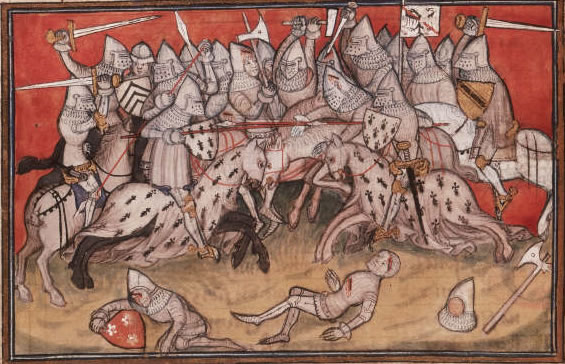
La Batalla d'Auray

En morir Carles i posar fi a la guerra, Joan V va ser coronat com a duc de Bretanya, mentre que Joana de Penthièvre resignava totes les seves aspiracions al ducat mitjançant el Tractat de Guérande o de Gwenrann. Tot i que tots esperaven que el nou duc jurés obediència al rei d'Anglaterra, de qui havia rebut tanta ajuda, Joan va sorprendre a tots rendint vassallatge a Carles V de França. La manca de suport dels bretons envers les aspiracions dels anglesos al tron francès va ser un dels motius que va provocar la prossecució de la Guerra dels Cent Anys durant moltes dècades més.

## Cronologia
- 30 abril 1341 : Mor Joan III sense hereus. Joana i Carles de Blois, ducs de Bretanya. Joan II de Montfort refusa acceptar i demana ajuda a Eduard III.
- 1343 : Juan II de Montfort és pres presoner. Carles ataca Hennebont però Joana de Flandes, esposa de Montfort, la defensa amb èxit. Els de Blois es veuen forçats a acceptar una treva.
- 1344 : Carles pren Quimper amb l'ajuda d'un exèrcit francès que li envia Felip el Bell, i assassina a 2.000 civils.
- 1345 : Mor Juan intentant recuperar Quimper. El seu fill Joan V (III de Montfort) hereta les seves ambicions territorials. La seva mare Joana de Flandes assumeix el comandament militar de l'operació.
- 1346 : Comença un període ple de batalles menors, que persistirà fins a la fi de la guerra a 1364.
- 27 març 1351 : Combat dels Trenta.
- 29 setembre 1364 : Derrota francesa a Auray, on va morir Carles de Blois. Fi de la Guerra de Successió.